# Tucker Corporation
Tucker Corporation — ныне не существующая американская автомобилестроительная компания, производившая автомобили с 1946 по 1951 годы. Штаб-квартира компании располагалась в Чикаго.

## История
Tucker Corporation основана в 1946 году американским инженером Престоном Томасом Такером (Такер, Престон (1903—1956)).
Во время войны все автозаводы США были переориентированы на производство военной техники, а после окончания войны заводам пришлось выпускать довоенные автомобили, так как на разработку и запуск в производство принципиально нового автомобиля нужны были большие капитальные вложения, так как не каждая страна могла позволить себе восстановить все отрасли сразу. Кроме того, в США на то время было очень много автомобилестроительных заводов.
Тем не менее жители США хотели автомобиль современный, красивый и в то же время дешёвый. Тогда за разработку именно такого автомобиля взялся Престон Такер. В прошлом он уже имел опыт в автомобилестроении — до войны он вместе с Гарри Миллером разрабатывал гоночные автомобили, а во время войны проектировал быстроходный бронеавтомобиль с пулемётной башней.
Но на этот раз ему предстояло сделать нечто другое — современный автомобиль для народа. И он сделал этот автомобиль — Это был Tucker-48, в народе названный Tucker Torpedo. Автомобиль был просто прорывом в автомобилестроении того времени. Он имел ремни безопасности, приборную панель, отделанную тканью. Располагавшийся сзади двигатель был оснащен системой впрыска топлива. Помимо всего этого у автомобиля было три фары спереди — две по бокам и одна в центре. Мало того, что третья фара располагалась посередине, так она ещё и поворачивалась вместе с передними колёсами, чтобы лучше освещать путь.
После разработки автомобиля правительство выдало Такеру крупный кредит на производство такого автомобиля. Он выкупил бывший авиационный завод Dodge в Чикаго, и на нём начал производство новой машины. Но весь этот проект не понравился Большой детройтской тройке (Chrysler, Ford, General Motors) и на него подали в суд якобы за «финансовый подлог». Такера позже оправдали, однако, потратив деньги на суды и адвокатов, Такер обанкротился.
Tucker Corporation была объявлена банкротом в 1951 году, хотя за всё время производства был выпущен 51 автомобиль.
Позже Такер уехал в Бразилию и пытался наладить там производство автомобилей под маркой Tucker-Carioca из перевозных машинокомплектов, но задумка была неудачной. Вернувшись в Америку, Престон Такер заболел воспалением лёгких и умер 26 декабря 1956 года.

## В искусстве
- х/ф Ф. Копполы «Такер: Человек и его мечта» (1988)